# Chlorophytum cyperaceum
Chlorophytum cyperaceum là một loài thực vật có hoa trong họ Măng tây. Loài này được (Kies) Nordal mô tả khoa học đầu tiên năm 1993.